# São José
José de Nazaré, conhecido como São José, foi o esposo da Virgem Maria e o pai adotivo de Jesus Cristo, segundo o Novo Testamento. Descendente da casa real de David, é venerado como Santo pelas igrejas ortodoxas, anglicana e católica, que o celebram como seu padroeiro universal. A liturgia luterana dedica o dia 19 de março à sua memória, sob o título de "Tutor de Nosso Senhor". Operário é tido como "Padroeiro dos Trabalhadores", dedicando-se a ele vários tipos de festas. Por sua fidelidade à sua esposa e dedicação paternal a Jesus, recebe o título de "Padroeiro das Famílias". São José empresta seu nome a muitas igrejas e lugares ao redor do mundo.
O papa Pio IX declarou-o patrono e protetor da Igreja Católica, além de patrocinar os doentes e uma morte feliz, devido à crença de que ele morreu na presença de Jesus e Maria. Na piedade popular, José é considerado um modelo para os pais e também se tornou patrono de várias dioceses e lugares.
Várias imagens veneradas de São José receberam uma coroação canônica por um papa. Na iconografia religiosa popular, ele é associado a lírios ou nardo, representando sua castidade e pureza. Com o crescimento atual da Mariologia, o campo teológico da Josefologia também cresceu e, desde a década de 1950 foram formados centros para estudá-la.

## Biografia

### Escolha como esposo de Maria
Segundo um dos apócrifos, José, já em idade avançada, teria sido reunido, pelo Sumo Sacerdote, com os jovens de Jerusalém, todos descendentes de David, para saber qual deles seria o pai do Messias prometido. Cada um dos jovens tinha um cajado de madeira e Deus responderia florindo o cajado do escolhido. O que teria acontecido com José foi que cresceu um lírio em seu cajado. É uma tradição não confirmada pela Igreja. A idade dele, no entanto, não é confirmada pela Igreja, com fontes divergindo se era um jovem ou se já era um homem maduro ou idoso. 

## Paternidade
Os Evangelhos e a Sagrada Tradição Apostólica afirmam que o verdadeiro genitor de Jesus é Deus Pai: Maria, já tendo sido prometida em casamento a José, concebeu miraculosamente, sem que houvesse tido relações maritais com ninguém, por intermédio do Espírito Santo. Para o casal, tratou-se de um momento dramático, uma vez que, quando tomou ciência de que a esposa estava grávida de um filho que não era seu, José sentiu-se decepcionado e resolveu romper com ela, mas sem expô-la publicamente. O evangelista Mateus assim relata o episódio:
| “ | «A origem de Jesus Cristo foi assim: Maria, sua mãe, comprometida em casamento com José, antes que coabitassem, achou-se grávida pelo Espírito Santo. José, seu esposo, sendo justo e não querendo denunciá-la publicamente, resolveu repudiá-la em segredo.» (Mateus 1:18–19) | ” |

No entanto, após uma experiência mística num sonho, no qual um Anjo lhe aparecera, voltou atrás e reconheceu legalmente o Menino Jesus como seu legítimo filho.
| “ | «Eis que o Anjo do Senhor manifestou-se a ele em um sonho, dizendo: 'José, filho de Davi, não temas receber Maria, tua mulher, pois o que nela foi gerado vem do Espírito Santo. Ela dará à luz um filho e tu o chamarás com o nome de Jesus, pois ele salvará o seu povo dos seus pecados'. (...) José, ao despertar do sono, agiu conforme o Anjo do Senhor lhe ordenara e recebeu em sua casa sua mulher.» (Mateus 1:21–24) | ” |

Tendo assumido a guarda do menino, José ficou conhecido como suposto pai de Jesus. O evangelista Lucas relata esse título:
| “ | «Ao iniciar seu ministério, Jesus tinha mais ou menos trinta anos e era, conforme se supunha, filho de José.» (Lucas 3:23) | ” |

## A profissão

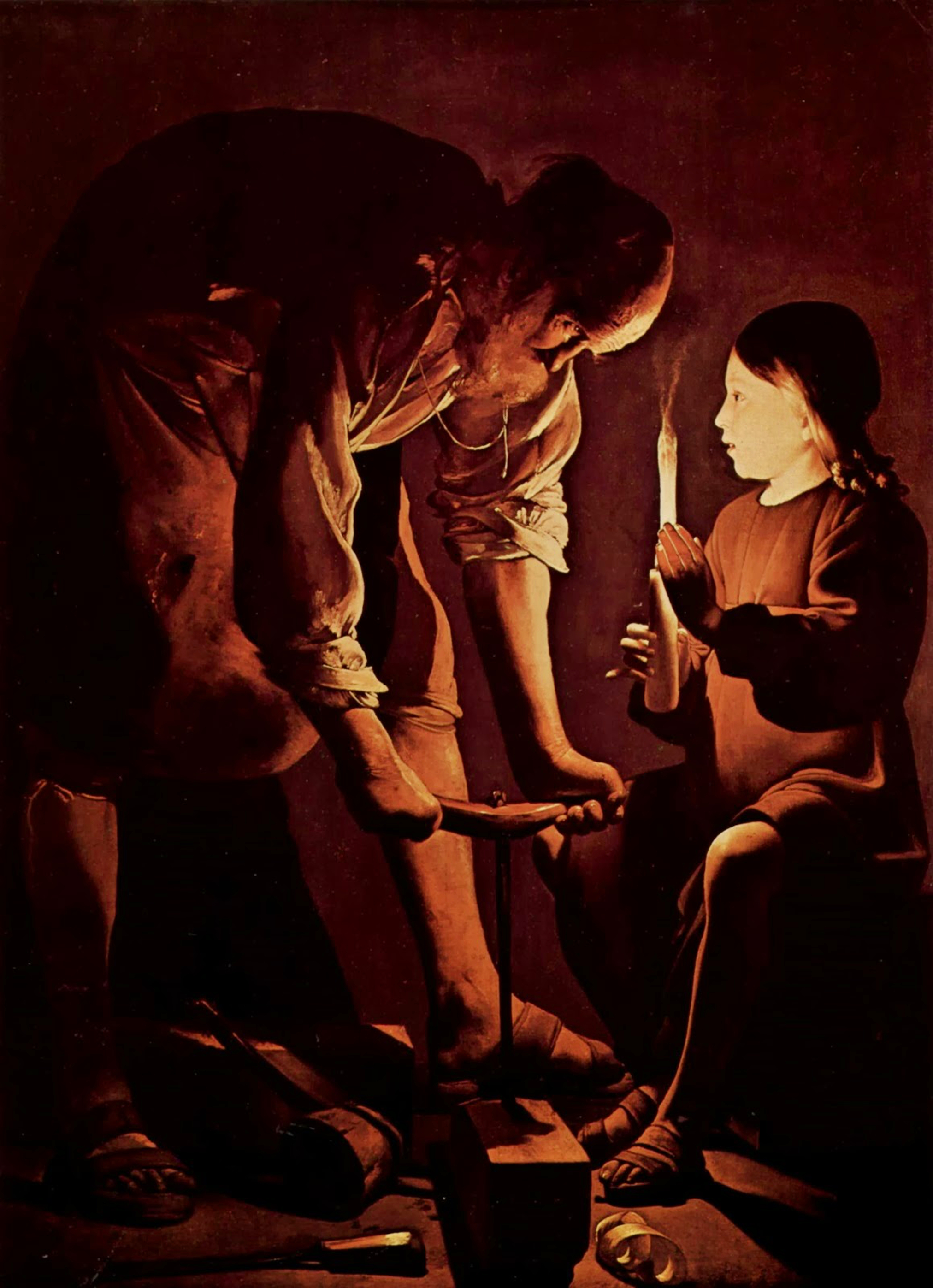
São José, o Carpinteiro, de Georges de La Tour, 1640.

A profissão de José é mencionada pelo evangelista Mateus quando afirma, no capítulo 13 e versículo 55 de seu Evangelho, que Jesus era filho de um tektōn (τέκτων): termo grego que costuma receber várias interpretações. Ainda que a tradição lhe atribua estritamente a profissão de carpinteiro, o fato é que o título grego é genérico, sendo usado para designar os trabalhadores envolvidos em atividades econômicas ligadas à construção civil. Outras vertentes costumam considerar José como sendo um canteiro, ou seja, um operário que talhava artisticamente blocos de rocha bruta.
Os evangelhos reivindicam que Jesus, antes de iniciar sua vida pública, desempenhou a profissão do pai. O primeiro evangelista que atribui-lhe o título é Marcos, que refere-se a Jesus como "o Carpinteiro", no capítulo VI, versículo 3 da sua narrativa sinótica que relata uma sua visita a Nazaré na qual seus compatriotas chamavam-no ironicamente pela profissão para desqualificá-lo como pregador.
Mateus, por sua vez, retoma o mesmo episódio na sua versão do evangelho, mas com uma variante:
| “ | «Não é o filho do carpinteiro? Não se chama a mãe dele Maria e os seus irmãos Tiago, José, Judas e Simão?» (Mateus 13:55) | ” |

A tradicional tradução da expressão grega tektōn por carpinteiro se deve ao fato de que os Padres da Igreja e a própria Vulgata de São Jerônimo versavam-na para o nominativo latino făbĕr, fabri: termo que denota o artesão.

## A genealogia de José
As notícias dos evangelhos sinóticos sobre São José são escassíssimas. Lucas e Mateus narram episódios cristocêntricos em que o carpinteiro está envolvido, dizendo que José era descendente do rei Davi e residia no pequeno povoado de Nazaré; João apenas o menciona como membro da Sagrada Família; ao passo que Marcos sequer cita expressamente seu nome.
As versões dos dois evangelistas que pormenorizam a árvore genealógica de Jesus divergem no que se refere a quem teria sido o pai de José:
| “ | «Jacó gerou José, o esposo de Maria da qual nasceu Jesus chamado Cristo.» (Mateus 1:16) | ” |

| “ | «Ao iniciar seu ministério, Jesus tinha mais ou menos trinta anos e era, conforme se supunha, filho de José, filho de Heli.» (Lucas 3:23) | ” |

A teologia protestante tenta elucidar essa discrepância, afirmando que Lucas, na verdade, estivesse registrando a genealogia de Maria, ao passo que Mateus, esse sim, a de José. Segundo esta vertente, Mateus segue a linhagem de José segundo a lei, remontando a Salomão, filho de Davi; Lucas, por sua vez, estaria seguindo a linhagem consanguínea de Jesus, por meio de Maria, esposa de José, mencionando Natã, filho de Davi. Como não havia designação própria para genro, José teria sido considerado um filho de Eli por ter se casado com Maria, filha de Eli. A interpretação é compartilhada pela Igreja Católica, cuja tradição considera ser Eli (Eliaquim ou Joaquim) o pai de Maria.
| “ | «Ao vê-lo, ficaram surpresos, e sua mãe lhe disse: 'Meu filho, por que agiste assim para conosco? Olha que teu pai e eu, aflitos, te procurávamos'. Ele respondeu: 'Por que me procuráveis? Não sabíeis que devo estar na casa de meu Pai?» (Lucas 2:48–49) | ” |

No entanto, ainda que tivesse ciência de que José não fosse seu genitor, o adolescente Jesus comportava-se diante dele como um verdadeiro filho, respeitando-o. É o que confirma o trecho subsequente da mesma narrativa de Lucas.
| “ | «[Jesus] Desceu então com eles para Nazaré e era-lhes submisso. Sua mãe, porém, conservava a lembrança de todos esses fatos em seu coração.» (Lucas 2:51) | ” |

### A morte

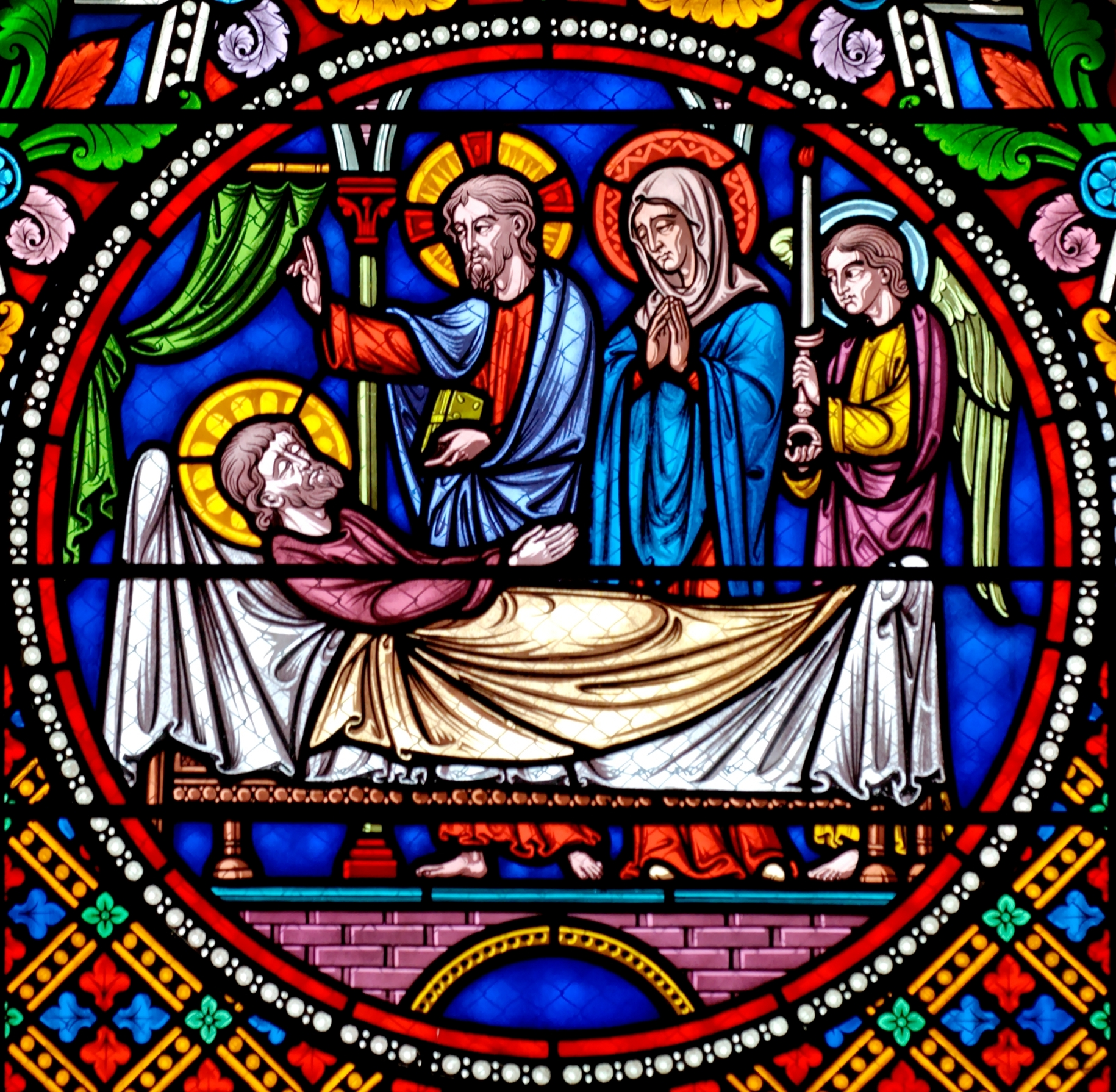
A morte de José em vitral da Igreja de São Austremônio de Clermon,t em Issoire

Quando Jesus começou sua vida pública, próximo dos 30 anos, muito provavelmente José já era morto. De fato, sua presença não é mencionada depois do segundo capítulo do evangelho de Lucas. Soma-se à suposição o fato de que, quando Jesus é crucificado, este confia Maria ao seu discípulo amado, o qual, segundo o evangelista João, "A partir dessa hora, a recebeu em sua casa": uma preocupação que não teria sentido se José ainda fosse vivo.
Os evangelhos canônicos mantêm-se silenciosos em relação ao término da vida de José. Há, contudo, livros apócrifos que relatam como teriam sido as horas derradeiras do pai adotivo de Jesus. Um exemplo é a narrativa apócrifa História de José, o Carpinteiro, escrita entre os séculos VI-VII, e que descreve detalhadamente o falecimento do Santo. Segundo o escrito, composto em língua copta, José morreu no dia 26 do mês egípcio de epip (20 de julho no calendário gregoriano), aos 111 anos, gozando sempre de ótima saúde, "com todos os dentes intactos"  e trabalhando até seu último dia. Avisado por um anjo sobre a  iminente morte, vai ao Templo de Jerusalém adorar a Deus e, no retorno, contrai uma  doença fatal que o faz sucumbir. Extremado em seu leito, envolto pelo temor da morte, só encontra consolação em Jesus, o único que consegue acalmá-lo. Circundado pela esposa e pelos filhos de um primeiro casamento, sua alma é arrebatada pelos Arcanjos Miguel e Gabriel e conduzida ao Paraíso.
| “ | Nenhum dos que rodeavam José havia percebido a sua morte, nem sequer minha mãe Maria. Eu confiei a alma do meu querido pai José a Miguel e a Gabriel, para que a guardassem contra os raptores que saqueiam pelo caminho e encarreguei os espíritos incorpóreos de continuarem cantando canções até que, finalmente, depositaram-no junto a meu Pai no céu. | ” |
|   | — História de José, o Carpinteiro, XXIII. |   |

De acordo com o apócrifo, o próprio Jesus teria banhado e ungido com bálsamo o corpo de José, pronunciando sobre ele uma bênção.
Não se sabe ao certo onde se encontram os restos mortais de São José. Nas crônicas dos peregrinos que visitaram a Palestina, se encontram algumas indicações acerca do sepulcro do Santo. Duas delas apontam Nazaré e outras duas, Jerusalém no Vale do Cédron. Não existem, no entanto, argumentos consistentes que respaldem nenhuma das alegações.

## Padres da Igreja
O escopo principal dos primeiros teólogos cristãos é o de libertar a figura do Santo das várias devoções populares e das heresias provenientes de livros apócrifos e chegar assim, por meio do estudo dos evangelhos, a um acurado exame da genealogia de Jesus, do matrimônio de José e Maria, e da constituição da Sagrada Família. Estes três momentos essenciais são recorrentes em suas pesquisas. Às vezes, se acrescentam também reflexões cristológicas, para poder interpretar certas hipóteses que se referem à lei do matrimônio, à justiça de José, e o valor dos seus seus sonhos, mesmo que não se consiga nunca apresentar um seu perfil biográfico.
O primeiro autor que recorda José é Justino. No Século III, Orígenes, numa homilia, quis evidenciar que "José era justo e a sua virgem era sem mancha. A sua intenção de deixá-la se explica pelo fato de ter reconhecido nela a força de um milagre e um mistério grandioso. Para aproximar-se disso, ele se considera indigno". No Século IV, é a vez de Cirilo de Jerusalém, Cromácio de Aquileia e Ambrósio de Milão ponderarem sobre a virgindade perpétua de Maria, sobre o matrimônio de José com ela, e sobre a verdadeira paternidade de seu esposo. Por exemplo, Cirilo de Alexandria propõe uma discussão na qual tenta debater a paternidade de José, ligando-o à figura de Santa Isabel.

### Epifânio
De acordo com o bispo de Salamina, Epifânio, em sua obra The Panarion (AD 374–375), José se tornou o pai de Tiago e seus três irmãos (José, Simeão, Judas) e duas irmãs (uma Salomé e uma Maria ou uma Salomé e uma Anna). Tiago e seus irmãos não eram filhos de Maria, mas filhos de José de um casamento anterior. Depois que a primeira esposa de José morreu, muitos anos depois, quando ele tinha oitenta anos, "ele levou Maria (mãe de Jesus)". Epifânio acrescenta que José e Cléofas eram irmãos, filhos de Jacó, de sobrenome Pantera.

### Hegésipo
Eusébio de Cesareia relata em sua História Eclesiástica (Livro III, cap. 11) que Hegésipo registra que Cléofas era irmão de José e tio de Jesus.

### Cromácio
De São Cromácio, restam 18 sermões que retomam os primeiros capítulos do Evangelho de Mateus. Ele afirma: "Não por acaso Mateus procura assegurar que Cristo Senhor nosso é descendente tanto de David quanto de Abraão, já que tanto José quanto Maria trazem em sua origem a linhagem de Davi, isto é, tem uma origem real".
No terceiro sermão, Cromácio se dedica a um profundamento teológico da narrativa de Mateus (Mateus 1:24–25}:

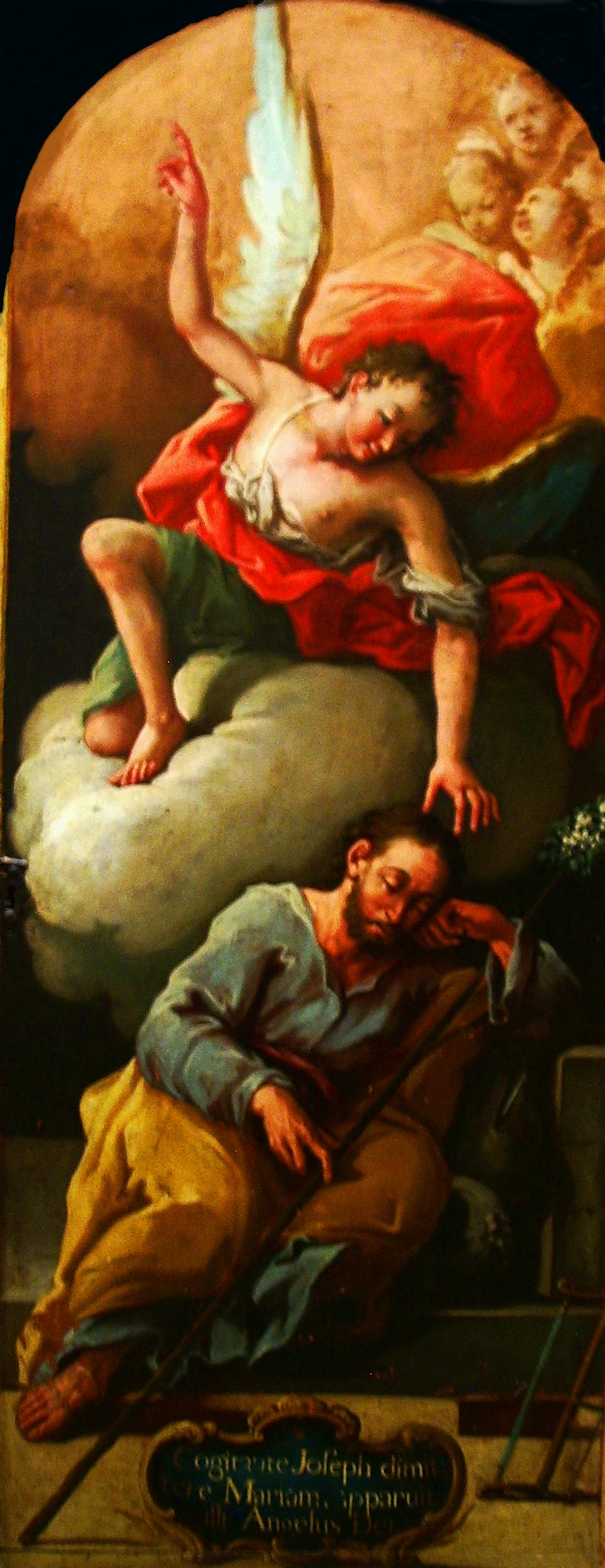
O sonho de José.
(1765-70) José Luzán. Óleo em madeira, 134 x 53 cm. Museu de Belas Artes de Zaragoza, Espanha.

| “ | Continua a narrar o evangelista: Despertando do sono, José fez como lhe havia ordenado o anjo do Senhor e tomou consigo sua esposa, com a qual não manteve relações carnais. Ela deu à luz um filho, que ele chamou Jesus. Assim, José é esclarecido sobre o sacramento do mistério celeste mediante um anjo: José obedece de bom grado às recomendações do anjo; cheio de alegria, dá execução aos divinos comandos; por isso, toma consigo a Virgem Maria; deve estar orgulhoso das promessas que anunciam tempos novos e alegres, porque, por uma missão única, a que lhe confia a majestade divina, decide-se fazer mãe uma virgem, sua esposa, como ele tinha merecido ouvir pelo anjo. Mas há uma expressão do evangelista: 'E ele não a conheceu até que ela deu à luz um filho', que sofre uma declarações, quando gente sem critério (os hereges e os leitores dos apócrifos) questionam-na continuamente; e dizem que, depois do nascimento do Senhor, a Virgem Maria teria conhecido carnalmente José. Mas a resposta à objeção movida por eles vem tanto da fé quanto da razão: a impressão do evangelista não pode ser interpretada do modo que entendem aqueles tolos! Deus nos livre de afirmar semelhante coisa, depois de termos conhecido o sacramento de um tão grande mistério, da concepção do Senhor, que se dignou nascer da Virgem Maria. (…) Noé se impôs a abstinência do dever conjugal. Se quisermos um outro exemplo, Moisés, depois de ter percebido a voz de Deus na sarça ardente, também ele se absteve de qualquer relação conjugal pelo tempo subsequente. E seria permitido acreditar que José, que a Escritura define como homem justo, tenha tido relações carnais com Maria, depois que ela deu à luz o Senhor? A explicação do texto evangélico: 'E ele não a conheceu até que ela deu à luz um filho' é a seguinte: frequentemente a Escritura Divina atribui um prazo para as coisas que não tem prazo e determina um tempo para aquelas coisas que por si não são concluídas dentro de um determinado tempo. | ” |
|   | — São Cromácio, Sermão III. |   |

### Ambrósio e Agostinho
Interpretações similares podem demonstrar também em Santo Ambrósio esforça-se para apresentar José como um homem íntegro. Ele adverte que o evangelista, quando explica a imaculada conceição de Cristo, vê em José um homem justo incapaz de contaminar  "Sancti Spintus templum, ou seja, a Mãe do Senhor fecundada no seio pelo mistério do Espírito Santo".
No comentário clássico do evangelho, feito pouco depois do Natal de 417 por Santo Agostinho no Sermão sobre a Genealogia de Cristo, são retomadas preciosas informações e opiniões anteriores. José é descrito como um homem autenticamente justo, tão justo que, quando supos que Maria tivesse adulterado, não quis denunciá-la nem expô-la ao público cruel. Decidiu deixá-la em discretamente, já que não apenas não queria puni-la, como tampouco acusá-la.
| “ | Muitos perdoam as mulheres adúlteras impelidas pelo amor carnal, querendo tê-las, mesmo adúlteras, com o escopo de aproveitá-las para satisfazer a própria paixão carnal. Este marido justo, ao contrário, não quer tê-la; o seu deleite, pois, não tem nada de carnal; assim como não quer nem mesmo puni-la; o seu perdão, portanto, é unicamente inspirado pela misericórdia. | ” |
|   | — Santo Agostinho, Discurso 51, Concordância dos Evangelistas Mateus e Lucas em relação à Genealogia do Senhor. |   |

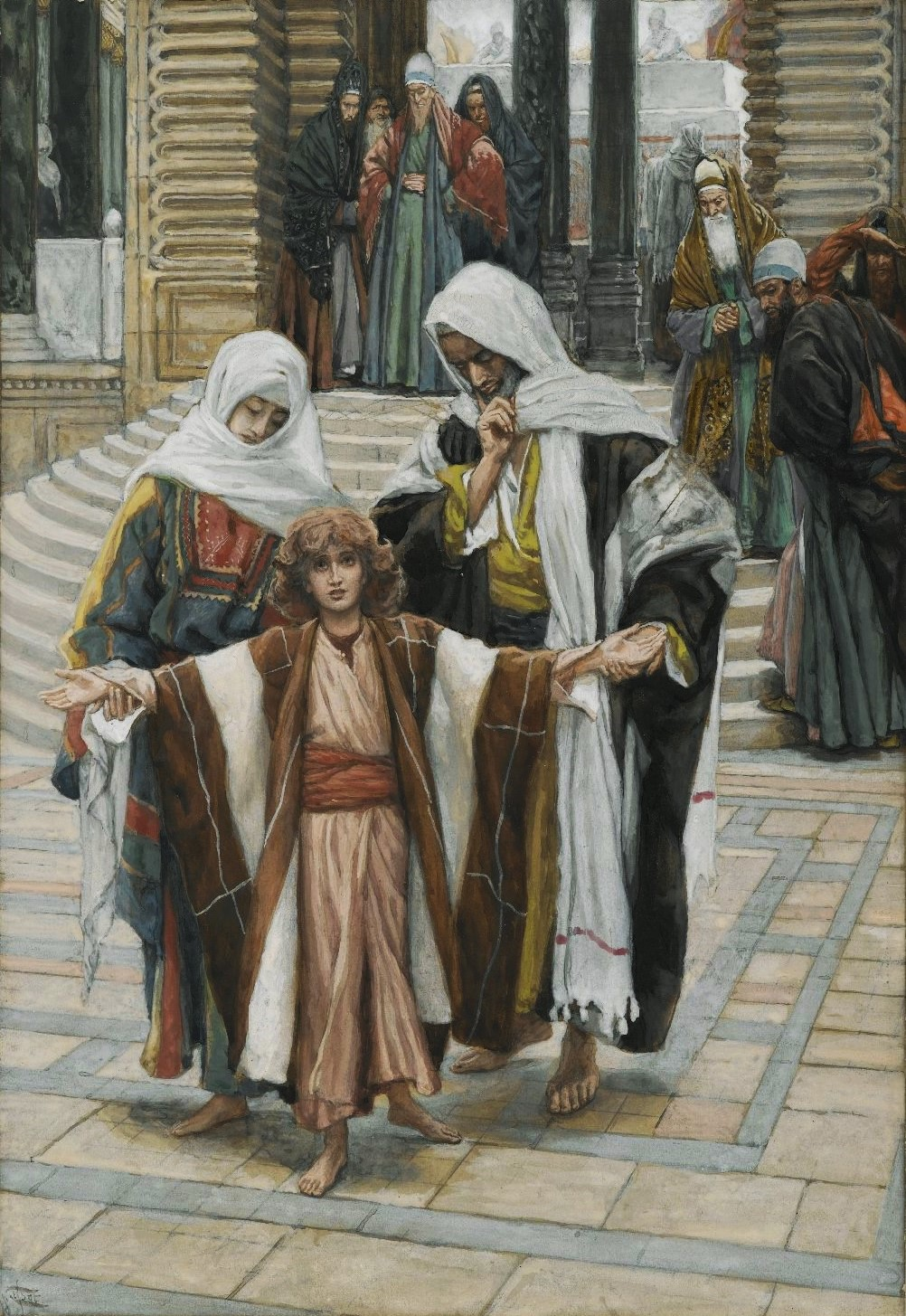
"Jesus encontrado no Templo" de James Tissot.

Agostinho joga luz no significado da sua paternidade, explicando como a Escritura queira demonstrar que Jesus não nasceu pela descendência carnal de José, uma vez que ele se encontrava angustiado, porque não sabia como a esposa pudesse estar grávida. Para atestar a não paternidade de José, Agostinho cita o episódio do desaparecimento de Jesus no templo, quando este lhe diz: "Não sabíeis que devo estar na casa de meu Pai?".
| “ | Responde assim, porque o Filho de Deus estava no templo de Deus. Aquele templo, de fato, não era de José, mas de Deus. Como Maria dissera: "Teu pai e eu, aflitos, te procurávamos", e lhe responde: "Não sabíeis que devo estar na casa de meu Pai?". Na realidade, ele não queria fazer acreditar que fosse filho deles sem que fosse, ao mesmo tempo, Filho de Deus. Na verdade, enquanto Filho de Deus, ele é sempre tal e é criador de seus próprios pais; enquanto filho do homem, por outro lado, a partir de um dado tempo, nascido da Virgem sem consorte, tinha um pai e uma mãe. | ” |
|   | — Idem. |   |

Agostinho sente, porém, a necessidade de dizer que Jesus não rejeita José como seu pai e, na verdade, sublinha como o jovem Nazareno comportava-se durante a própria adolescência submetido aos seus pais, tanto a Maria quanto a José. Para Agostinho, é muito importante explicar que a paternidade de José, visto que as gerações são contadas segundo a sua linhagem e não segundo a de Maria.

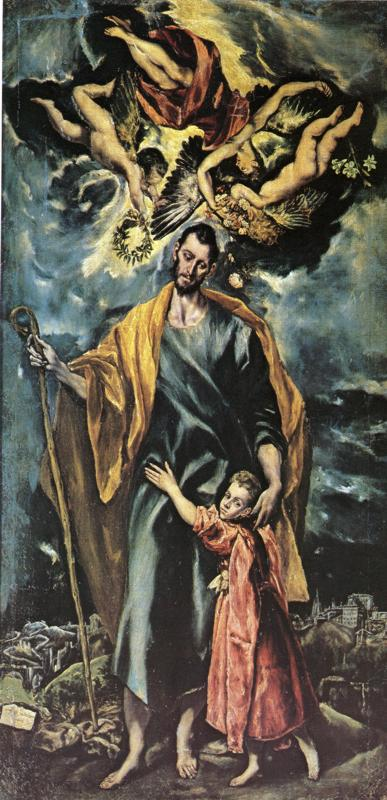
"São José", de El Greco.

| “ | Enumeremos por isso as gerações ao longo da linhagem de José, porque ao mesmo modo que é um casto marido, é também um casto pai. | ” |
|   | — Ibidem. |   |

#### Pseudo-Crisóstomo e o Pseudo-Orígenes
No Século VI José aparece nas homilias do Pseudo-Crisóstomo e do Pseudo-Orígenes. Na homilia do Pseudo-Crisóstomo, José é tido como um homem justo em palavras e em ações, no cumprimento da lei e por ter recebido a graça. Por isso, mesmo pretendendo deixar secretamente Maria, ele não duvidava das suas palavras, mas uma grande angústia enchia seu coração e quando lhe apareceu o anjo, José se perguntou porque não se apercebeu antes da concepção de Maria, para que aceitasse o mistério sem dificuldades.
Também na homilia do Pseudo-Orígenes, se manifesta a intenção de refletir sobre a mensagem anterior do anjo. Ele pergunta:
| “ | José, por que tens dúvidas? Por que tens pensamentos imprudentes? Por que meditas sem razão? É Deus que é gestado e é a Virgem quem o gesta. Nesta gestação, és tu aquele que ajuda e não aquele da qual ela depende. És o servo e não o senhor, o doméstico e não o criador. | ” |
|   | — Pseudo-Orígenes, Homiliae in Matthaeum, Homilia VII. |   |

Nos últimos séculos do primeiro milênio os diversos aspectos da existência e da missão de José, procurando expor a etimologia do seu nome, a descendência davídica e, sobretudo, as mesmas realidades bíblico-teológicas.

## Escritos apócrifos
O Evangelho de Tiago (também conhecido como Protoevangelho de Tiago), escrito por volta de 150 DC, afirma que José era viúvo e com filhos, na época em que Maria foi confiada aos seus cuidados. Os irmãos de Jesus são apresentados como filhos de um casamento anterior.
A História de José, o carpinteiro, escrita no século V, apresentada como uma biografia de José ditada por Jesus, descreve como José, de 90 anos, viúvo com quatro filhos e duas filhas, é encarregado de Maria. A morte de José ocorre aos 111 anos, assistida por anjos e afirmando a virgindade perpétua de Maria.

## A posição de outras religiões

### Judaísmo
Os judeus admitem a existência histórica de José. No entanto, diversamente dos cristãos, acreditam que o título de "Filho do Carpinteiro", atribuído a Jesus, deva-se à sua filiação também segundo a carne. O judaísmo, portanto, não professa a concepção virginal de Jesus, mas a atribui à ação de José.
Em alguns textos hebraicos, ainda que não pertençam oficialmente à literatura rabínica, há um esforço por interpretar a figura do carpinteiro de Nazaré de modo bem diverso do tradicional. Tal é o caso do livro Toledot Yeshu, uma espécie de antievangelho, que começa sua narrativa detalhando uma alegada transgressão de "José Pandera", como é chamado, o qual teria enganado Míriam, uma virgem prometida a outro homem, fingindo ser o esposo e seduzindo-a contra sua vontade. Alguns polemistas cristãos, aliás, têm usado o Taledot desde o Século IX para inflamar a hostilidade contra os judeus.

### Islamismo
Embora os muçulmanos não neguem a existência de José, não há menção a ele no Alcorão, nem tampouco que a Virgem Maria estivesse prometida em casamento. Na teologia islâmica, Isa – nome árabe de Jesus que é respeitado no Islã como profeta — não é descendente de Davi, mas o resultado de um milagre divino. Assim como Adão, que não teve ascendência humana, Jesus também não teria tido nenhum homem como pai, nem tampouco sua mãe teria se casado.

### Candomblé
Durante o período da Escravatura no Brasil, nas senzalas, para poderem cultuar os seus Orixás, os negros foram obrigados a usar como camuflagem altares com as imagens de Santos católicos, cujas características melhor correspondiam às suas divindades africanas, e por baixo desses altares escondiam os assentamentos dos Orixás, dando assim origem ao chamado sincretismo.
No Candomblé, São José é sincretizado com Aganju, ou Xangô Aganju, sendo tratado como uma entidade primordial, associada à terra (em oposição à água) e às montanhas e vulcões.

## Veneração

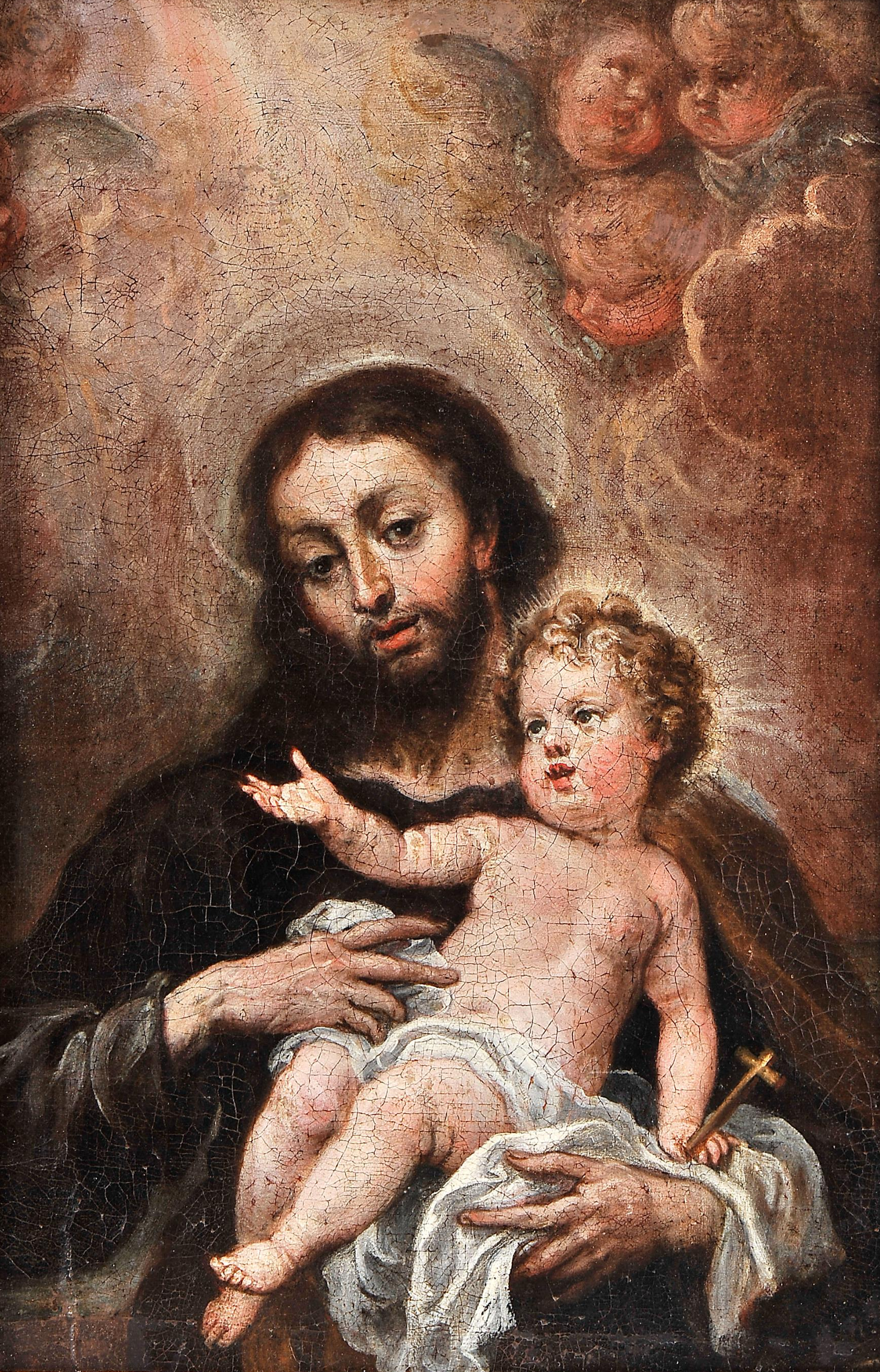
São José com o Menino Jesus (escola italiana, século XVIII).

Os primeiros registros de um devocional formal para São José datam do ano 800 e as referências a ele como Nutritor Domini (educador/guardião do Senhor) começaram a aparecer no século IX e continuaram a crescer até o século XIV. Tomás de Aquino discutiu a necessidade da presença de São José no plano da Encarnação, pois, se Maria não fosse casada, os judeus a apedrejariam e que, em sua juventude, Jesus precisava dos cuidados e proteção de um pai humano.
No século XV, as principais medidas foram tomadas por Bernardino de Siena, Pierre d'Ailly e Jean Gerson. Gerson escreveu Consideration sur Saint Joseph e pregou sermões sobre São José no Conselho de Constança. Em 1889, o papa Leão XIII emitiu as promessas encíclicas de Quamquam, nas quais pedia aos católicos que rezassem a São José, como patrono da Igreja, em vista dos desafios que a Igreja enfrenta.
A Josefologia, o estudo teológico de São José, é uma das disciplinas teológicas mais recentes. Em 1989, por ocasião do centenário dos cultos de Quamquam, o Papa João Paulo II emitiu o Redemptoris Custos (Guardião do Redentor), que apresentava o papel de São José no plano de redenção, como parte dos "documentos de redenção" emitidos por João Paulo II, como Redemptoris Mater, a que se refere.
Juntamente com a Virgem Maria e o Menino Jesus, José é um dos três membros da Sagrada Família;  como ele só aparece nas narrativas de nascimento dos evangelhos, Jesus é retratado quando criança quando estava com ele. A veneração formal da Sagrada Família começou no século XVII por François de Laval.
Em 1962, o papa João XXIII inseriu o nome de José no cânon da missa, imediatamente após o da Virgem Maria. Em 2013, o Papa Francisco recebeu seu nome nas três outras orações eucarísticas.

### Dia da Festa
19 de março, dia de São José, tem sido a principal data de festa do santo no cristianismo ocidental, desde o século X, sendo comemorado por católicos, anglicanos, muitos luteranos e outras denominações. Na Ortodoxia Oriental, o dia da festa de São José é comemorado no primeiro domingo após a Natividade de Cristo. Na Igreja Católica, a Festa de São José é uma solenidade (primeira classe se estiver usando o calendário tridentino) e é transferida para outra data se impedida (ou seja, 19 de março caindo no domingo ou na Semana Santa).

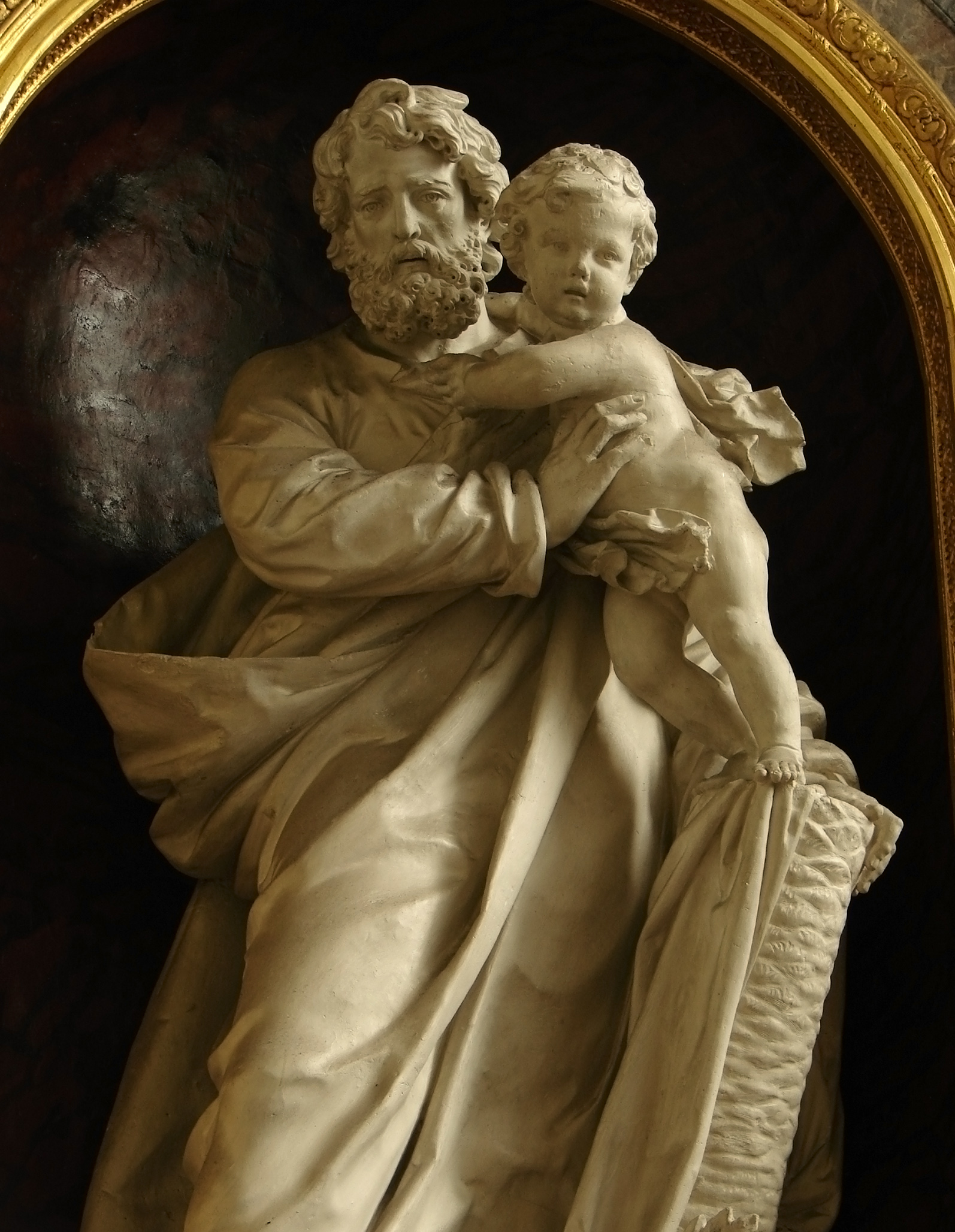
Estátua de São José (1832), Catedral de Notre Dame de Amiens.

Os costumes populares entre os cristãos de várias tradições litúrgicas que observam o Dia de São José estão participando da Missa ou do Serviço Divino, vestindo roupas de cor vermelha, carregando favas secas que foram abençoadas e montando altares domésticos dedicados a São José.
Na Sicília, onde São José é considerado por muitos como seu santo padroeiro, e em muitas comunidades ítalo-americanas, agradecem a São José (San Giuseppe em italiano) por impedir a fome na Sicília durante a Idade Média. Segundo a lenda, houve uma seca severa na época, e as pessoas oraram pelo santo padroeiro para lhes trazer chuva. Eles prometeram que, se Deus respondesse suas orações por intercessão de José, eles preparariam um grande banquete para honrá-lo. A chuva chegou e o povo da Sicília preparou um grande banquete para seu santo padroeiro. A fava foi a colheita que salvou a população da fome e é uma parte tradicional dos altares e tradições do dia de São José.  Dar comida aos necessitados é um costume do dia de São José. Em algumas comunidades, é tradicional vestir roupas vermelhas e comer uma massa napolitana conhecida como zeppola (criada em 1840 por Don Pasquale Pinatauro em Nápoles) no dia de São José. Maccu di San Giuseppe é um prato tradicional da Sicília que consiste em vários ingredientes e maccu preparados neste dia. Maccu é um alimento e sopa que data dos tempos antigos, preparado com favas como ingrediente principal.
Sobre um altar típico do dia de São José, as pessoas colocam flores, limas, velas, vinho, favas, bolos, pães e biscoitos especialmente preparados, bem como outros pratos sem carne, e zeppole. Tradicionalmente, os alimentos são servidos contendo migalhas de pão para representar o pó da serra, uma vez que José era carpinteiro. Como o banquete ocorre durante a Quaresma, tradicionalmente nenhuma carne era permitida na mesa da celebração. O altar geralmente tem três camadas, para representar a Trindade.
Em 1870, o papa Pio IX declarou José patrono da Igreja Universal e instituiu outra festa, uma solenidade com uma oitava, a ser realizada em sua homenagem na quarta-feira na segunda semana após a Páscoa. A festa de 1870 foi substituída no Calendário Romano Geral do Papa Pio XII, em 1955, pela Festa de "São José Operário", a ser comemorada em 1º de maio. Essa data coincide com o Dia Internacional dos Trabalhadores secular promovido pelo movimento trabalhista e pelos partidos de esquerda desde a década de 1890, e reflete o status de José como santo padroeiro dos trabalhadores. Os ensinamentos e histórias católicos e outros cristãos sobre ou relacionados a José e à Sagrada Família freqüentemente enfatizam sua paciência, persistência, coragem e trabalho duro. A Festa de São José Operário (1 de maio) é um Memorial Opcional e, portanto, é omitida se impedida, a menos que o dia seja elevado a uma posição mais alta, porque São José é o patrono da igreja, diocese, local ou instituição. (No entanto, a celebração de 1º de maio é de 1ª classe no calendário tridentino, por isso São José Operário foi celebrado em 2 de maio de 2008 porque 1 de maio era quinta-feira da Ascensão, e em 2011 coincideu com a oitava da Páscoa.

## Na arte

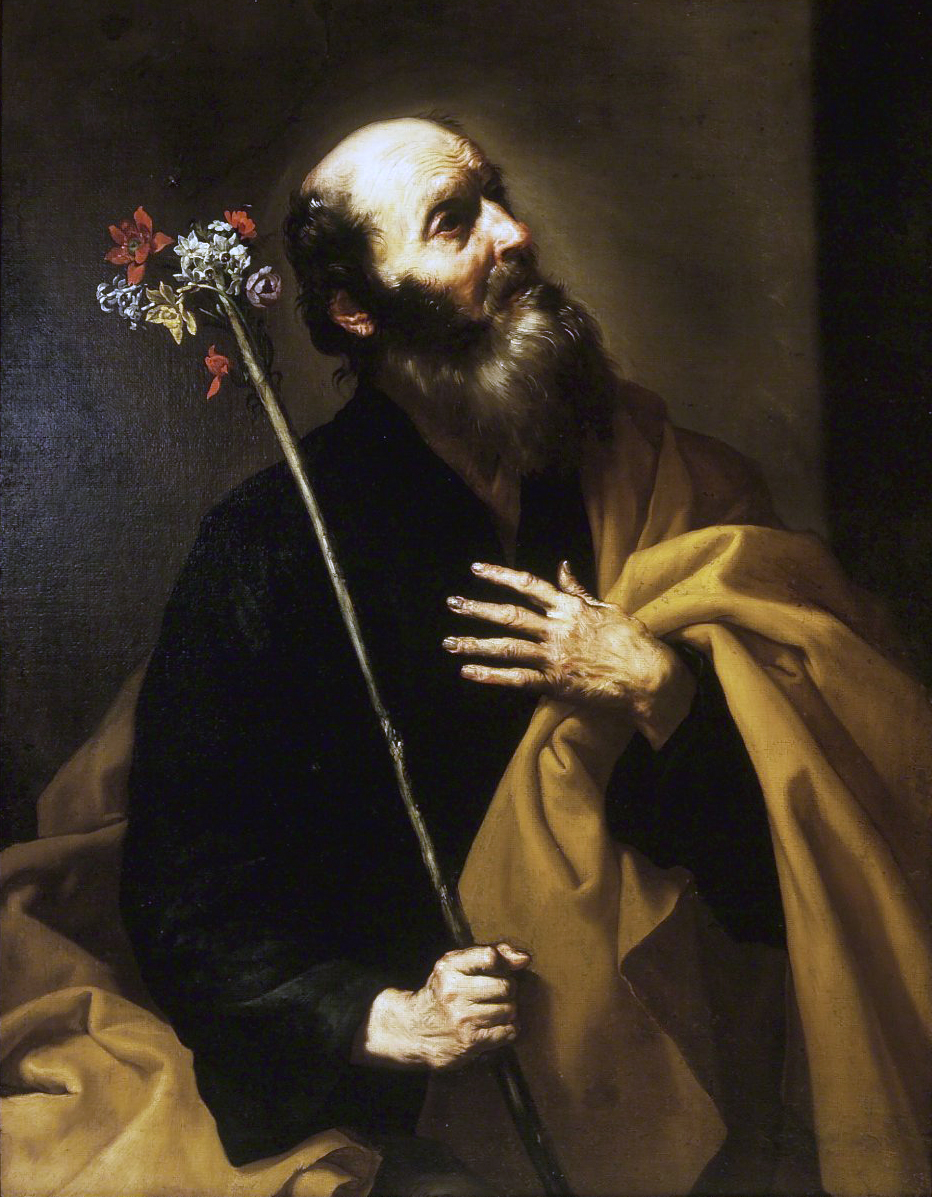
São José com a haste de rosas, de Jusepe de Ribera, no início da década de 1630 no Museu do Brooklyn.

Por volta do século XVII, José tende a ser retratado como um homem avançado em anos, com cabelos grisalhos, muitas vezes carecas, às vezes frágeis, uma figura comparativamente marginal ao lado de Maria e Jesus, se não inteiramente em segundo plano, passiva além de liderá-los a ida para o Egito. José é mostrado principalmente com barba, não apenas de acordo com os costumes judaicos, mas também porque — embora os relatos do Evangelho não indiquem sua idade — mais tarde a literatura tende a apresentá-lo como um homem velho na época de seu casamento com Maria. Essa descrição surgiu para dissipar preocupações sobre o celibato do casal recém-casado, a menção de irmãos e irmãs de Jesus nos evangelhos canônicos  e os outros filhos de José mencionados na literatura apócrifa — preocupações discutidas com muita franqueza por Jean Gerson, por exemplo, que ainda assim preferia mostrá-lo como um homem mais jovem.
Nos últimos séculos, em sintonia com um crescente interesse no papel de José na exegese do Evangelho — ele próprio se tornou uma figura focal nas representações da Sagrada Família. Atualmente, ele é retratado como um homem mais jovem ou até mais jovem (talvez especialmente nas representações protestantes), seja realizando seu trabalho como carpinteiro ou participando ativamente da vida cotidiana de Maria e Jesus como um membro igual e abertamente afetuoso. O crítico de arte Waldemar Januszczak, no entanto, enfatiza a preponderância da representação de José como um homem velho e vê isso como a necessidade "de explicar sua impotência: de fato simbolizá-la.
Na Natividade de Guido Reni, Maria tem cerca de 15 anos, e ele tem cerca de 70 anos, para o verdadeiro caso de amor — é aquele entre a Virgem Maria e nós. Ela é jovem. Ela é perfeita. Ela é virginal — é tarefa de José ficar de lado e desejá-la religiosamente. Um homem particularmente velho, particularmente cinzento, particularmente gentil e particularmente fraco para fazer isso..., sua complexa tarefa iconográfica é ficar de lado e que sua esposa seja louvada por todos nós". No entanto, Carolyn Wilson desafia a visão de longa data de que as imagens pré-tridentinas costumavam pretendê-lo.   Segundo Charlene Villaseñor Black, "os artistas espanhóis e mexicanos do século XVII reconheciam José como uma figura importante, representando-o como o jovem, fisicamente robusto e diligente chefe da Sagrada Família". Em As Duas Trinidades, de Bartolomé Esteban Murillo, São José recebe o mesmo destaque que a Virgem.
Ciclos completos de sua vida são raros na Idade Média, embora as cenas da Vida da Virgem ou da Vida de Cristo, onde ele está presente, sejam vistas com muito mais frequência. O Retábulo de Mérode, de cerca de 1425, onde ele tem um painel para si mesmo, trabalhando como carpinteiro, é um dos primeiros exemplos do que permaneceu representações relativamente raras dele perseguindo seu métier.
Algumas estátuas de José descrevem sua equipe como coberta de flores. A Lenda Dourada, que deriva do relato do Evangelho de Pseudo-Mateus, muito mais antigo, conta uma história semelhante, embora observe que todos os homens casados da linha davídica e não apenas os viúvos foram ordenados pelo Sumo Sacerdote a apresentar suas varas no Templo. Vários ícones da Natividade na Ortodoxa Oriental mostram José tentado pelo Diabo (retratado como um homem velho com asas enroladas) para interromper seu noivado e como ele resiste a essa tentação. Há algumas pinturas com ele usando um chapéu judeu.

## Imagens

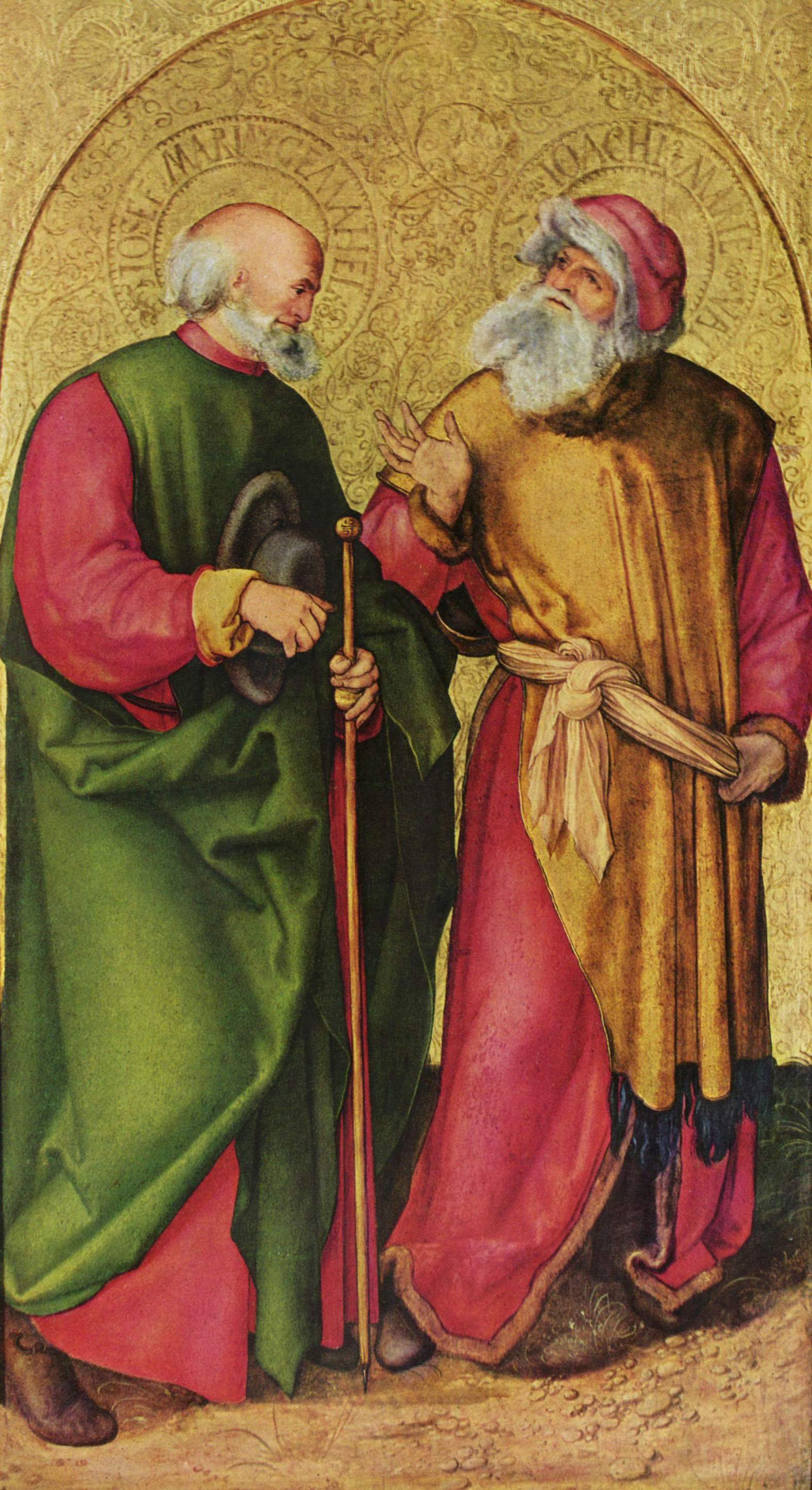
José e Joaquim, Dürer, 1504.
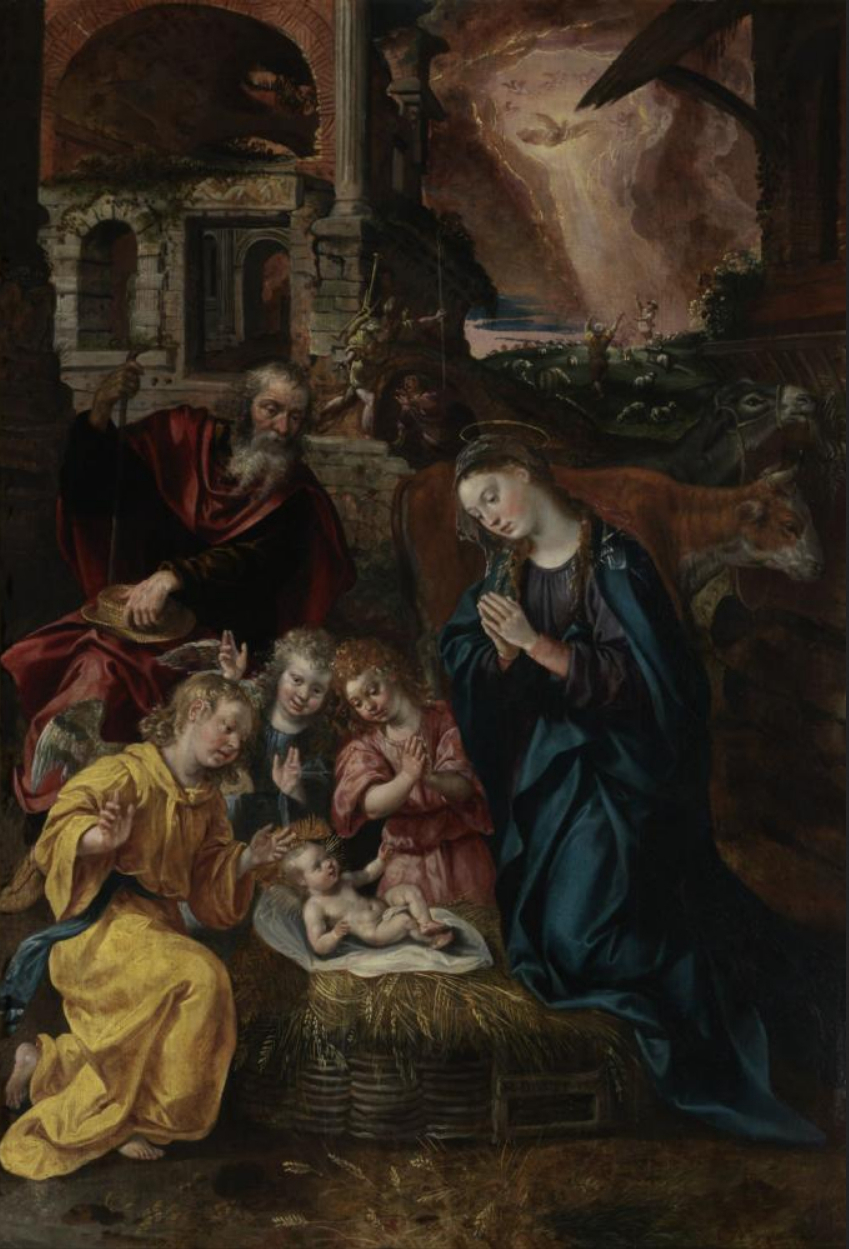
Natividade de Jesus, Marten de Vos, 1577.
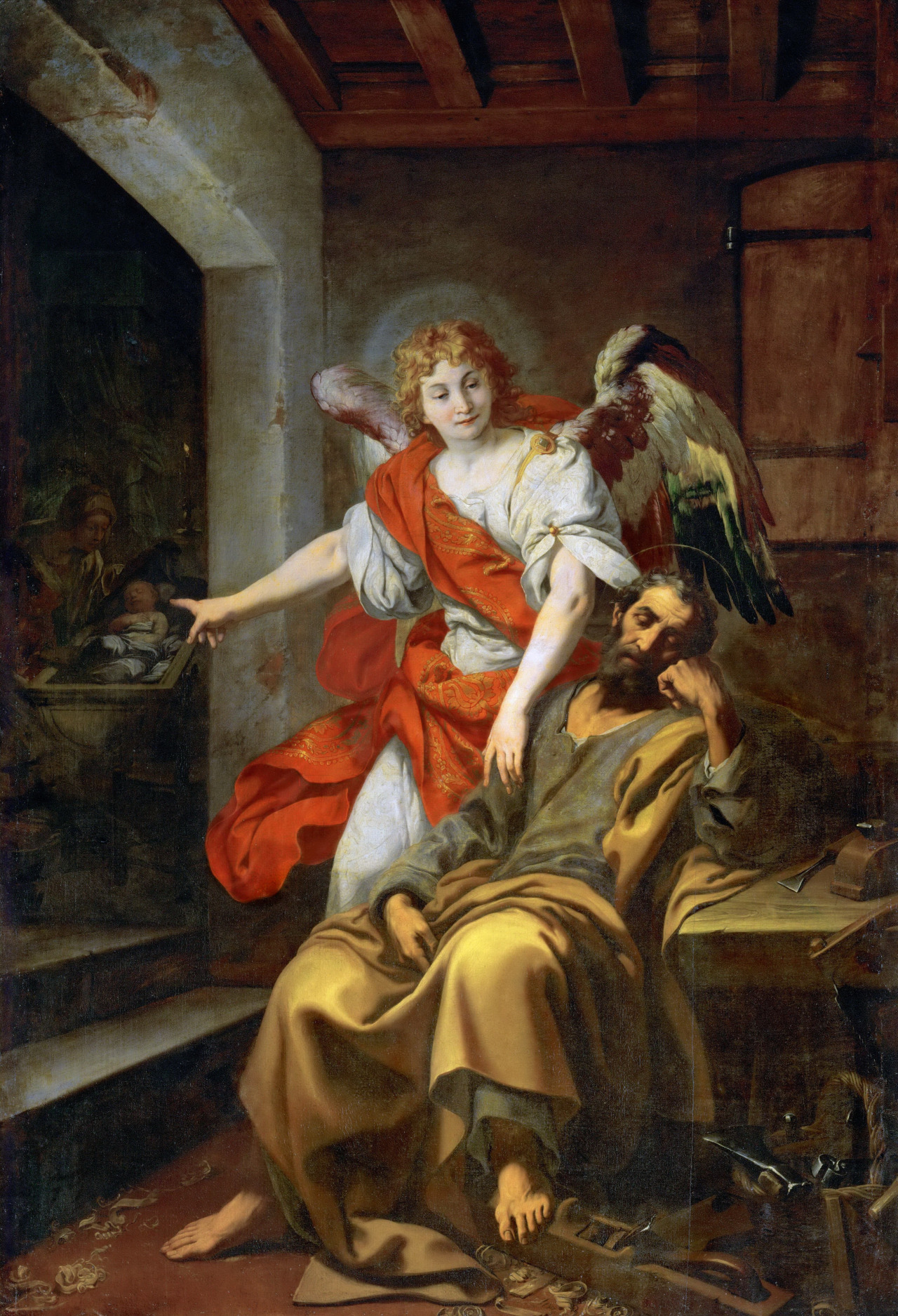
São José e o anjo, Daniele Crespi, c. 1625.
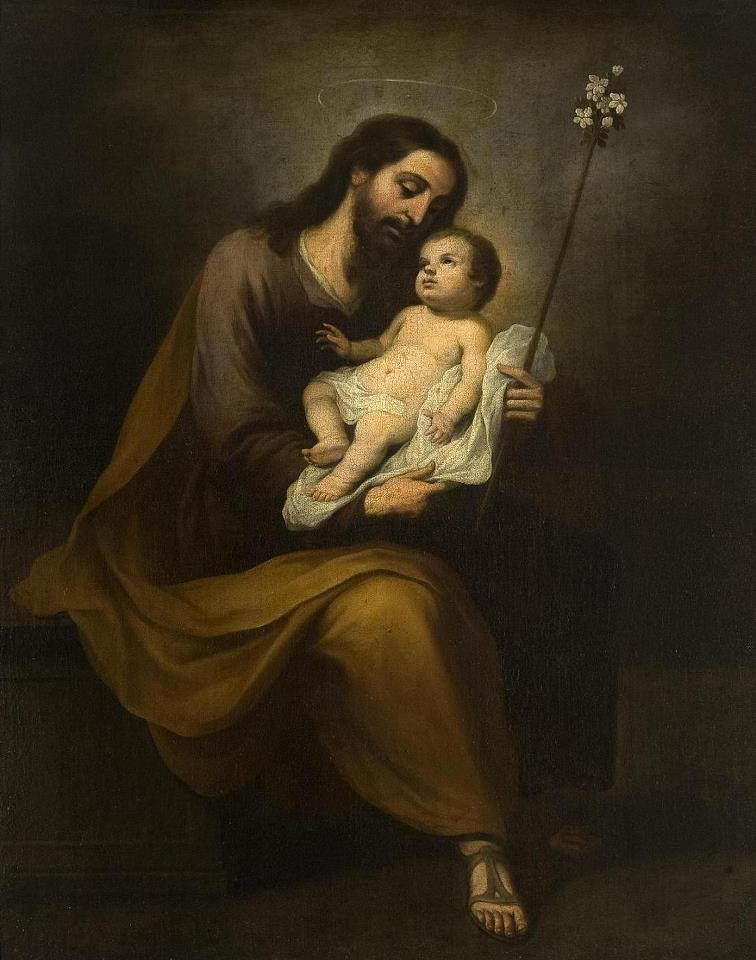
José com a criança e a haste de flores, Alonso Miguel de Tovar.
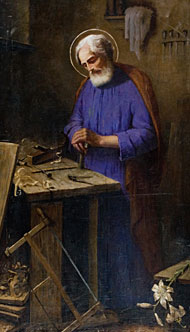
José, o Carpinteiro, por Maria Gazhych.
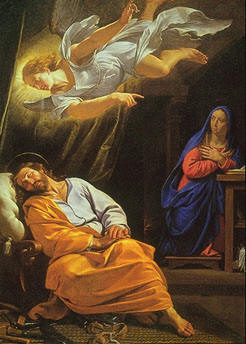
O Sonho de São José por Philippe de Champaigne.
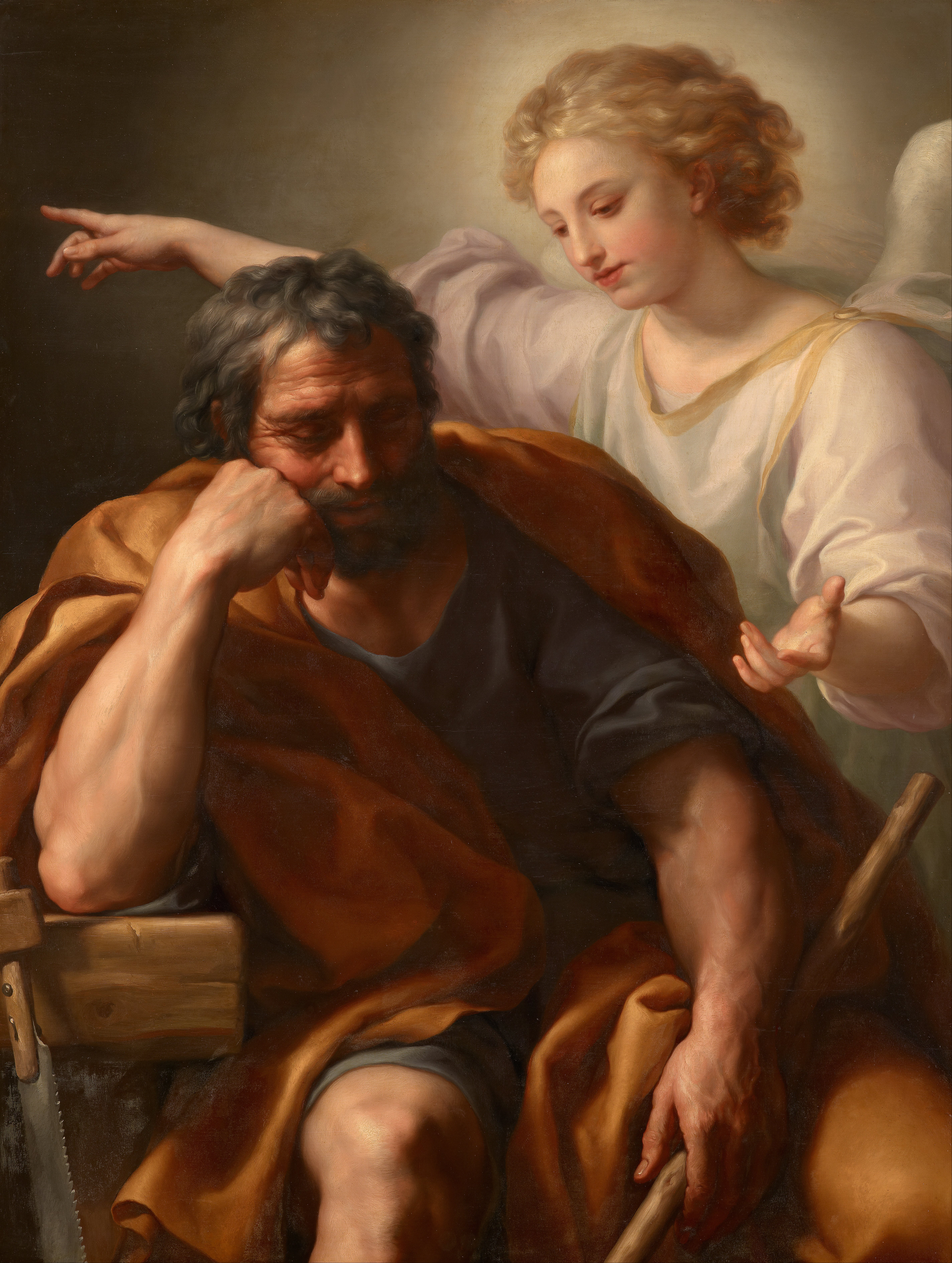
O sonho de São José por Anton Raphael Mengs.
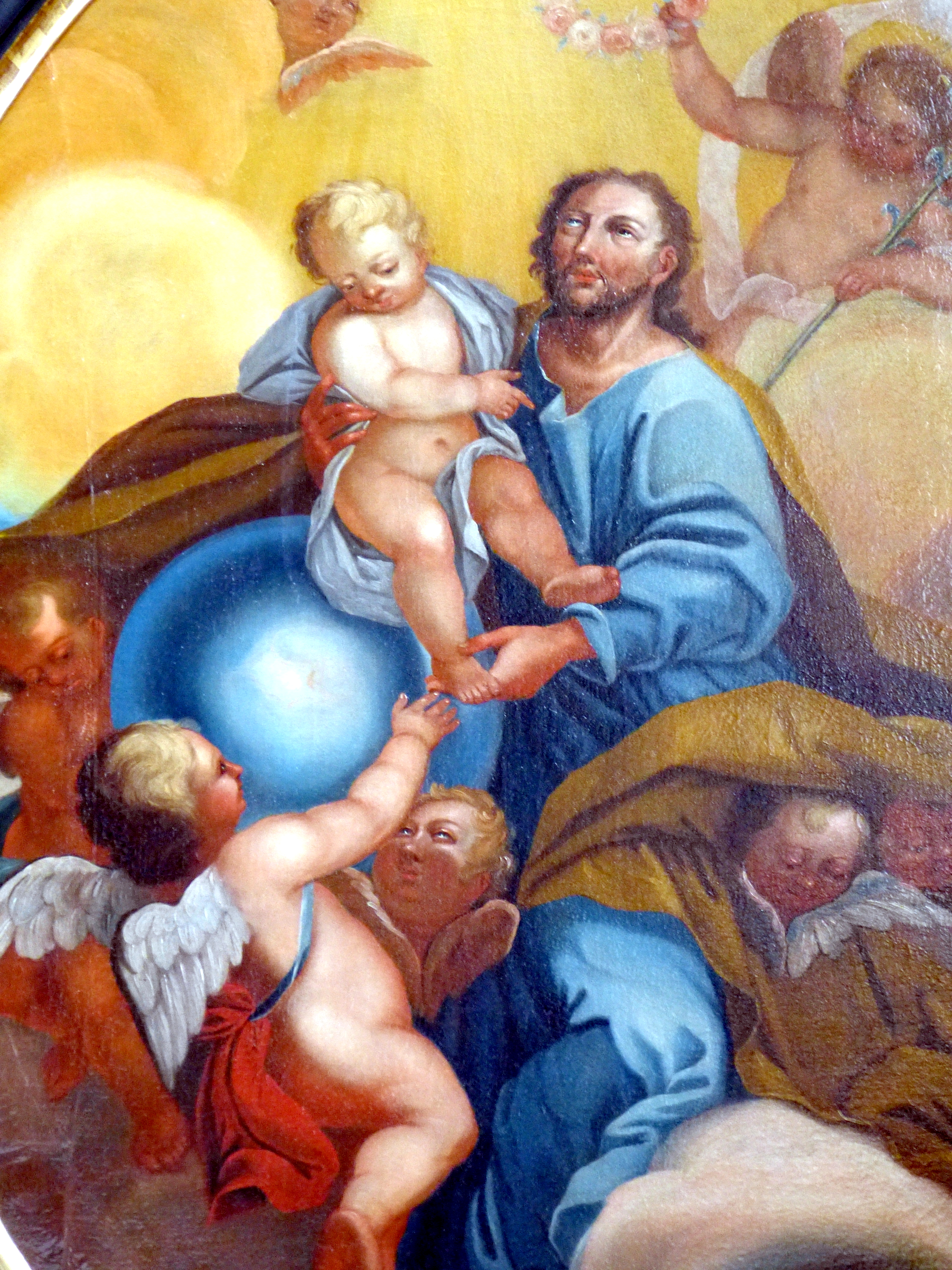
São José e a criança.
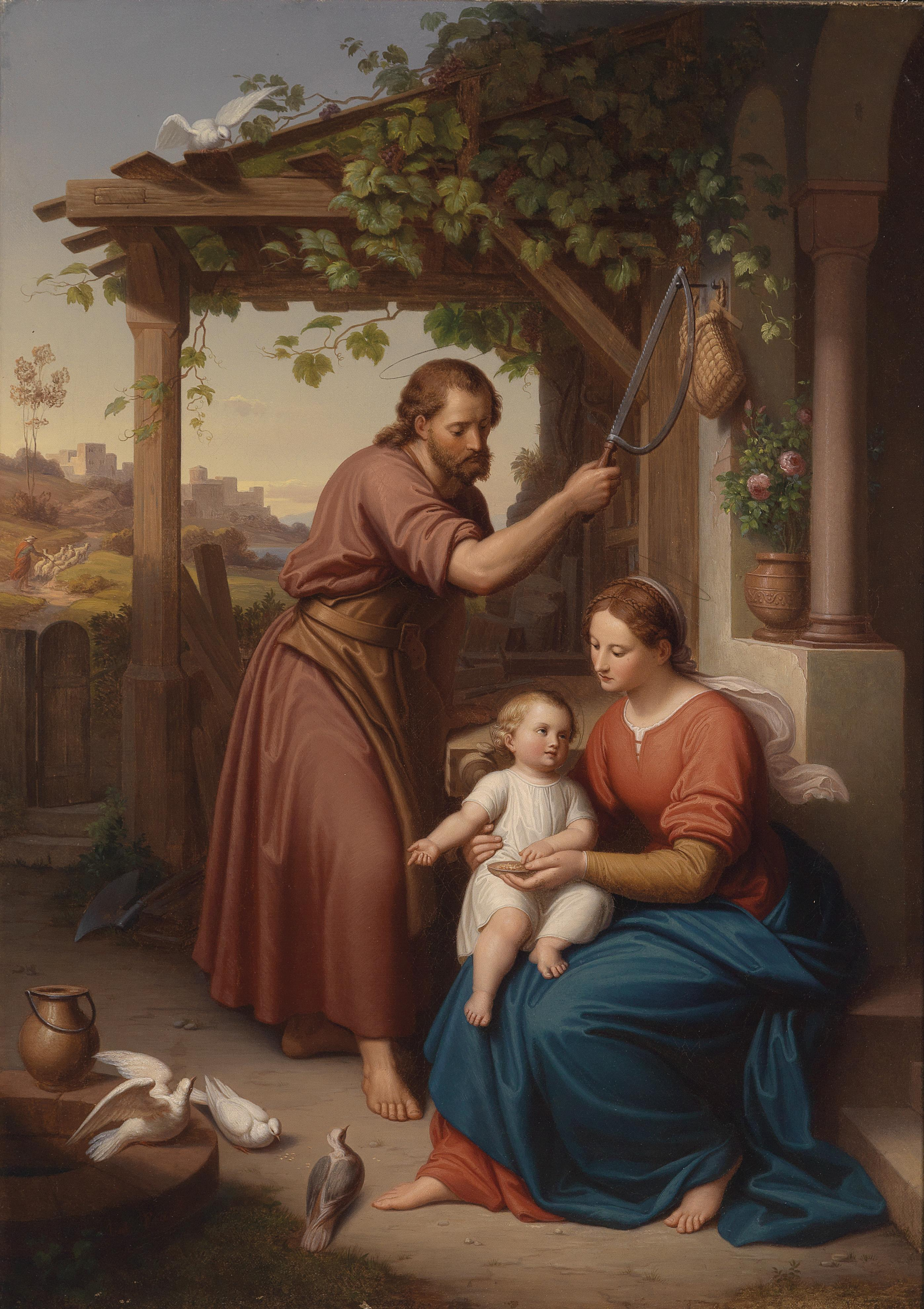
Sagrada Família por Julius Frank.
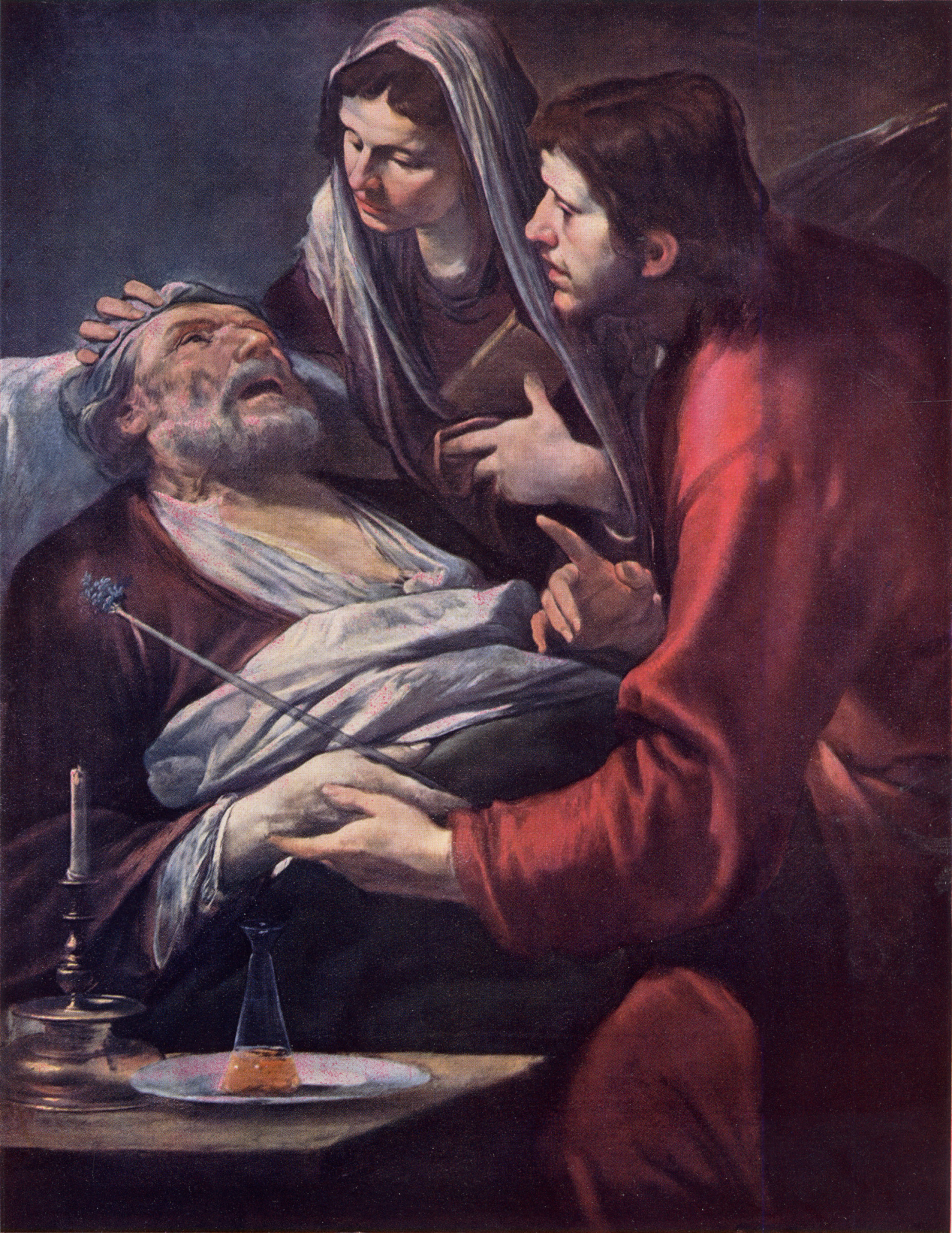
A Dormição de São José.
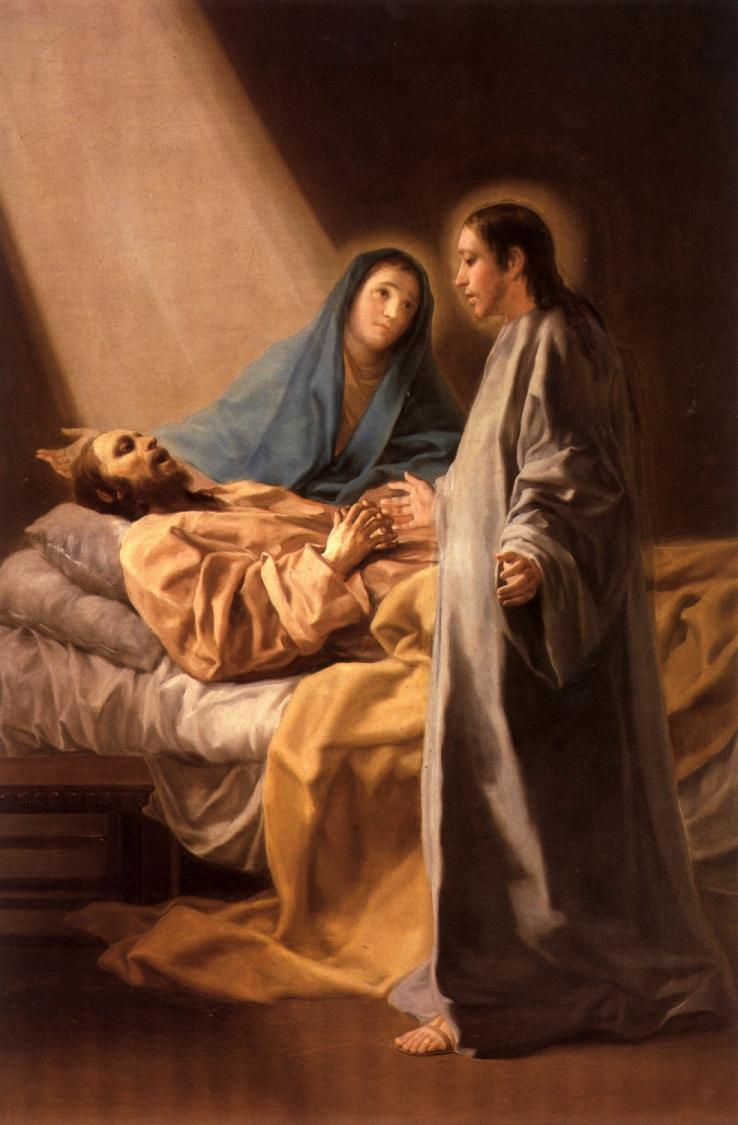
A Morte de São José, por Francisco Goya.
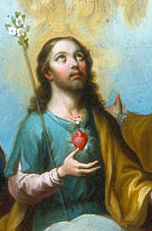
O Castíssimo Coração de José, por Juan Patricio Morlete Ruiz.
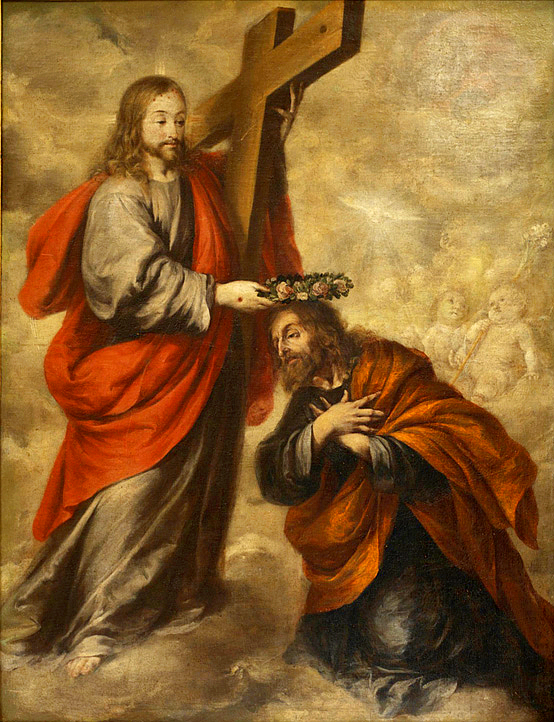
A Coroação de São José, Valdés Leal, c. 1670.
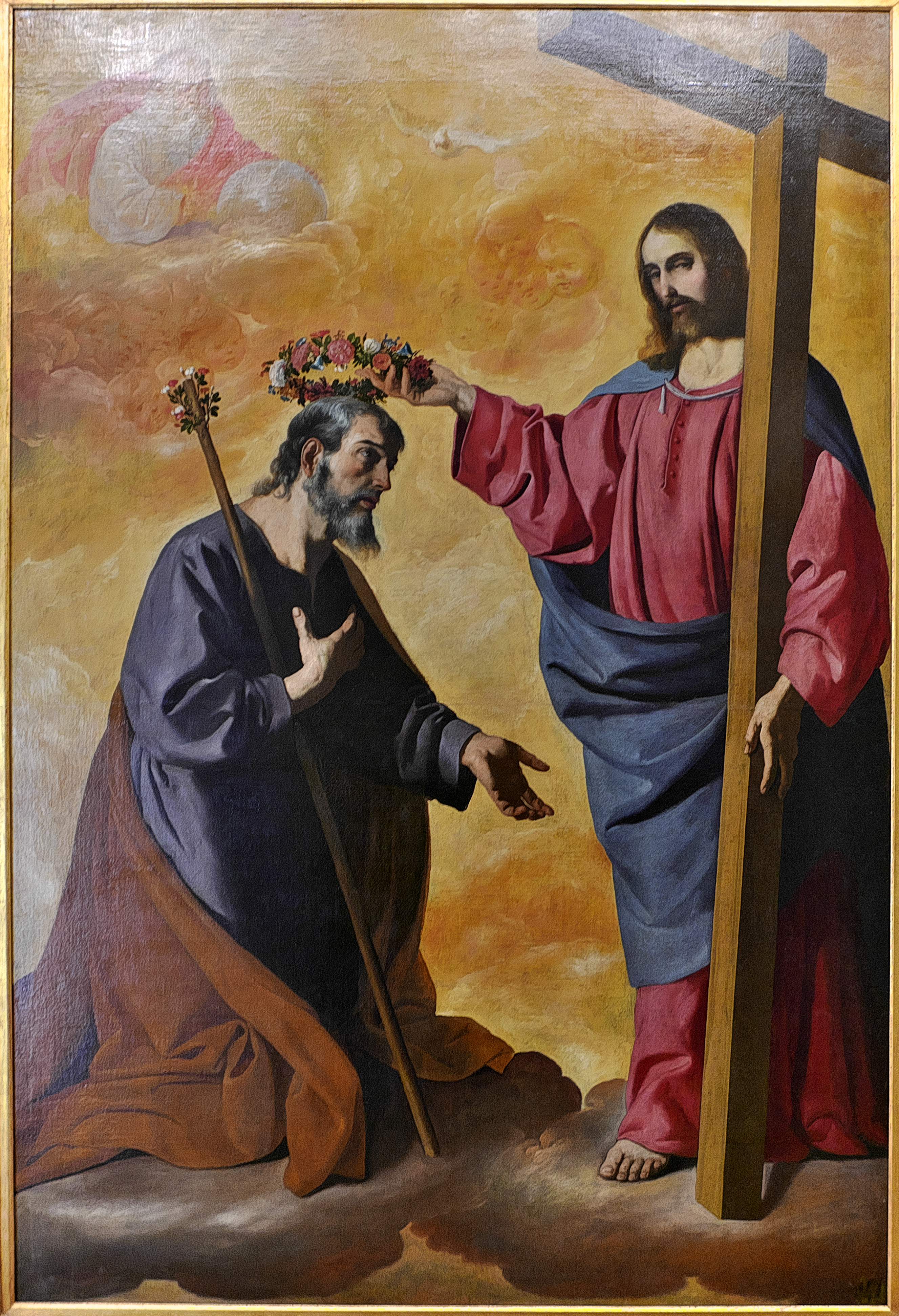
Coroação de São José por Francisco de Zurbarán, c.1636.